# Maurice Gamelin
Maurice Gamelin (Pariz, 20. rujna 1872. - 18. travnja 1958.), bio je francuski general tijekom Prvog i Drugog svjetskog rata. Na početku Drugog svjetskog rata bio je na mjestu vrhovnog zapovjednika francuske vojske, odnosno zapovjednika savezničkih snaga na Zapadnom bojištu od 1939. do 1940., tijekom tzv. Lažnog rata. Poznat je po katastrofalnom porazu koji je uslijedio nakon što je vodio savezničke snage protiv Wehrmachta i na Maginotovoj liniji, i po svojim zastarjelim viđenjima vođenja rata i nesklonosti inovacijama, koje je, između ostalih, predlagao tadašnji tenkovski zapovjednik Charles de Gaulle. Povjesničar i novinar William L. Shirer smatra da je Gamelin u Drugom svjetskom ratu primjenjivao metode iz Prvog svjetskog rata, ali s manje srčanosti i sporijim odgovorom.